# Monika
Monika – imię żeńskie o znaczeniu i pochodzeniu trudnym do objaśnienia. Według niektórych badaczy imię pochodzi od greckiego słowa „monos” oznaczającego jeden, sam, pojedynczy, jedynak i jedynaczka. Z tego samego rdzenia pochodzą takie słowa jak: monogamia, monoteizm, monaster (klasztor). Inne źródło podaje, że imię to wywodzi się od greckiego „monaché”, co znaczy samotna, odosobniona; we Włoszech zakonnica zwana jest monaca, a w niektórych dialektach wręcz monica.
W dawnych źródłach polskich (2 poł. XV w.) spotyka się formy Mońka, Muńka, lecz nie ma pewności czy pochodzą one od tego imienia. Imię w formie Monika zaczęto nadawać częściej na ziemiach polskich dopiero w XIX w., a stało się popularne począwszy od lat 70. XX w. Wśród imion nadawanych nowo narodzonym dzieciom, Monika w 2017 r. zajmowała 92. miejsce w grupie imion żeńskich. W całej populacji Polek Monika zajmowała w 2017 r. 13. miejsce (381 146 nadań).

## Imieniny
- 18 stycznia, jako wspomnienie bł. Moniki Pichery[3]
- 27 sierpnia, jako wspomnienie św. Moniki, matki św. Augustyna, w zreformowanym w 1969 kalendarzu liturgicznym obchodzone pod tą datą[4][5], a przed reformą obchodzone 4 maja[6][5][7].
- 10 września, jako wspomnienie bł. Moniki Naisen[8]
- 6 października, jako wspomnienie bł. Moniki, należącej do grupy męczenników z Kioto[9].

## Osoby o imieniu Monika
- św. Monika
- Monica – amerykańska wokalistka i aktorka
- Monika Absolonová – czeska piosenkarka
- Monique Alexander – amerykańska aktorka pornograficzna
- Monika Ambroziak – polska aktorka
- Monica Bellucci – włoska aktorka
- Monika Bogdanowska – polska konserwator zabytków
- Monika Bolly – polska aktorka
- Monika Borys – polska piosenkarka, tancerka, aktorka
- Monika Brodka – polska piosenkarka
- Monique Coleman – amerykańska aktorka
- Monique Covét – węgierska aktorka pornograficzna
- Mónica Cruz – hiszpańska tancerka i aktorka
- Monika Górska – polska reżyser filmów dokumentalnych
- Monika Hojnisz-Staręga – polska biathlonistka
- Monika Karkoszka – polska judoczka
- Monika Krzywkowska – polska aktorka
- Monika Kuszyńska – polska piosenkarka
- Monika Lewczuk – polska piosenkarka
- Monica Lewinsky – Amerykanka, bohaterka skandalu obyczajowego z udziałem Billa Clintona
- Monika Liu – litewska piosenkarka
- Monika Luft – polska dziennikarka
- Monica Mayhem – australijska aktorka pornograficzna
- Monika Mrozowska – polska aktorka
- Mónica Naranjo – hiszpańska piosenkarka
- Monica Niculescu – rumuńska tenisistka
- Monika Nowosadko – Miss Polonia z roku 1987
- Monika Obara – polska aktorka
- Monika Olejnik – polska dziennikarka
- Monika Pikuła – polska aktorka
- Monika Pyrek – polska lekkoatletka
- Monika Rosca – polska aktorka, pianistka
- Monika Ryniak – polska działaczka społeczna i polityczna
- Monica Seles – amerykańska tenisistka
- Monika Sewioło – polska osobowość medialna
- Monika Soćko – polska szachistka
- Monika Stefaniak – polska aktorka
- Monika Szwaja – polska pisarka
- Monique van der Vorst – holenderska kolarka
- Monica Vitti – włoska aktorka
- Monika Wielichowska – polska polityk, poseł na Sejm Rzeczypospolitej Polskiej
- Monika Zamachowska – polska dziennikarka, prezenterka telewizyjna
- Żaba Monika – fikcyjna bohaterka programów dziecięcych TVP

## Odpowiedniki w innych językach
- język angielski: Monica
- język białoruski: Моніка
- język bułgarski: Monika
- język chiński: Mònīkǎ [莫妮卡]
- język czeski: Monika
- język duński: Monica
- esperanto: Moniko
- język fiński: Monica
- język francuski: Monique
- język grecki: Μόνικα
- język hiszpański: Monica
- język irlandzki: Muinice
- język japoński: Monika [モニカ]
- język koreański: Mǒnikha [머니카]
- język litewski: Monika
- język łaciński: Monica
- język macedoński: Monika
- język niderlandzki: Monica
- język niemiecki: Monika
- język norweski: Monica, Mona
- język portugalski: Monica
- język rosyjski: Моника
- język rumuński: Monica
- język serbsko-chorwacki: Monika
- język słowacki: Monika
- język słoweński: Monika
- język szwedzki: Monica
- język ukraiński: Моніка
- język węgierski: Mónika
- język wietnamski: Monica
- język włoski: Monica

## Miejsca imienne
- Santa Monica